# Red Band Society
Red Band Society é uma série de televisão de comédia dramática americana desenvolvida por Margaret Nagle para a FOX. Estreou em 17 de setembro de 2014.
Baseada na série de drama catalã Polseres vermelles, a série se concentra em um grupo de adolescentes que vivem juntos como pacientes na enfermaria pediátrica de um hospital.
Em 26 de novembro de 2014, foi confirmado que o programa interromperia a produção após a encomenda original de 13 episódios, e o programa foi retirado da grade após o episódio 10.
Em 13 de janeiro de 2015, a série foi oficialmente cancelada pela Fox.

## Sinopse
A história acompanha a vida de seis adolescentes com sérios problemas de saúde vivendo na ala infantil de um hospital. Leo Roth (Charlie Rowe, de Neverland) é um rapaz de dezesseis anos que sofre de câncer. Internado há um ano, ele se sente frustrado com seu tratamento. Leo divide o quarto com o recém chegado Jordi Palacios (Nolan Sotillo), imigrante ilegal que foi para os EUA em busca de tratamento. Ele sofre de câncer e terá que passar por uma cirurgia. Jordi desenvolve um interesse por Emma Chota (Ciara Bravo), uma jovem que sofre de anorexia.
No grupo também estão Kara Souders (Zoe Levin), uma líder de torcida que foi internada após desmaiar durante os treinos, e Dash Hosney (Astro), amigo de Leo que sofre de fibrose cística e está determinado a viver cada dia como se fosse o último. A história é narrada por Charlie (Griffin Gluck, de Back in the Game e Private Practice), um garoto de doze anos que está em coma.
No elenco também estão Octavia Spencer, que interpreta a enfermeira Jackson, uma mulher durona e intuitiva, Rebecca Rittenhouse interpretando a enfermeira Brittany Dobler, uma novata na ala pediátrica, e Dave Annable (Brothers & Sisters) é o Dr. Jack McAndrew, oncologista pediátrico.

## Polseres vermelles
Em catalão: Polseres vermelles, em inglês The Red Band Society e em espanhol Pulseras Rojas, é a série em que Red Band Society é baseada. É uma série de televisão espanhola. A primeira temporada foi ao ar pela TV3 em 2011, com uma segunda temporada em 2013. A série foi criada por Albert Espinosa e Pau Freixas, seu colega também no filme Herois e traz no elenco artistas como Àlex Monner, Igor Szpakowski e Joana Vilapuig.

## Elenco

### Elenco principal
- Griffin Gluck como Charlie, um garoto de doze anos que está em coma e narrador da série;
- Charlie Rowe como Leo Roth, um adolescente diagnosticado com osteossarcoma;
- Octavia Spencer como Dena Jackson, uma enfermeira durona e "assustadora";
- Dave Annable como Adam McAndrew, um oncologista pediátrico, responsável pelos adolescentes;
- Nolan Sotillo como Jordi Palacios, um recém chegado diagnosticado com sarcoma de Ewing;
- Ciara Bravo como Emma Chota, uma adolescente inteligente que sofre de anorexia, ex-namorada de Leo;
- Astro como Dash Hosney, um adolescente com fibrose cística, melhor amigo de Leo;
- Zoe Levin como Kara Souders, uma líder de torcida com cardiomiopatia dilatada que necessita de um transplante de coração, mas devido ao fato da garota utilizar drogas, não será tão fácil;
- Rebecca Rittenhouse como Brittany Dobler, uma enfermeira novata no hospital.

### Elenco recorrente
- Wilson Cruz como Kenji Gomez-Rejon, um enfermeiro;
- Catalina Sandino Moreno como Eva, mãe de Jordi;
- Griffin Dunne como Ruben Garcia, um paciente com hipocondria;
- Andrea Parker como Sarah, mãe de Kara;
- Tricia O'Kelley como Daniella, madrasta de Kara.
- Thomas Ian Nicholas como Nick Hutchison, pai de Charlie.
- Rachel Varelacomo Becky, uma colega de classe lésbica de Kara.
- Nicolas Bechtel como o jovem Jordi Palacios.
- Susan Park como Mandy Hutchison, mãe de Charlie.
- Mandy Moore como Dra. Erin Grace, ex-noiva de McAndrew.
- Daren Kagasoff como Hunter Cole, um paciente "bad boy".
- Bella Thorne como Delaney Shaw, uma superstar e paciente da reabilitação.
- Mike Pniewski como Dr. Dick.
- Belita Moreno como Dr. Holtzman.
- Michael Bryan French como Dr. Potter.

## Episódios
| N. | #  | Título                                                   | Diretor(es)               | Escritor(es)                                                            | Exibição Original      | Audiência (em milhões) |
| --- | -- | -------------------------------------------------------- | ------------------------- | ----------------------------------------------------------------------- | ---------------------- | ---------------------- |
| 1 | 1  | "Pilot"                                                  | Alfonso Gomez-Rejon       | Margaret Nagle, Albert Espinosa & Pau Freixas                           | 17 de setembro de 2014 | 4,10                   |
| O episódio de estreia apresenta o grupo de amigos inesperados e com uma tendência a quebrar as regras e os adultos que aparecem como mentores nos altos e baixos da adolescência dentro do Hospital Ocean Park, na cidade de Los Angeles.                              |    |                                                          |                           |                                                                         |                        |                        |
| 2 | 2  | "Sole Searching"                                         | Jason Ensler              | Nagle, Espinosa & Pau Freixas                                           | 24 de setembro de 2014 | 3,43                   |
| A cirurgia de Jordi tem uma reviravolta inesperada, o que deixa Leo fora de controle. Enquanto isso, a família de Kara tenta usar suas conexões para ajudá-la a conseguir um coração, quando o que ela realmente quer está bem na frente deles.                        |    |                                                          |                           |                                                                         |                        |                        |
| 3 | 3  | "Liar, Liar Pants on Fire"                               | Tricia Brock              | Nagle, David Zabel, Alison McDonald, Robert Sudduth, Espinosa & Freixas | 01 de outubro de 2014  | 3.33                   |
| Alguém do passado de Jordi reaparece do nada e termina gerando um caos no hospital, enquanto o Dr. McAndrews, sem saber, trai um paciente. Kara continua a testar a enfermeira Jackson.                                                                                |    |                                                          |                           |                                                                         |                        |                        |
| 4 | 4  | "There's No Place Like Homecoming"                       | Elizabeth Allen Rosenbaum | Nagle, Bill Krebs, Natalie Krinsky, Espinosa & Freixas                  | 8 de outubro de 2014   | 2.91                   |
| Amizades verdadeiras são reveladas, quando Jordi começa seu tratamento, Kara volta para o colégio e Emma vai ao seu primeiro baile. |    |                                                          |                           |                                                                         |                        |                        |
| 5 | 5  | "So Tell Me What You Want, What You Really, Really Want" | Dan Lerner                | Nagle, Anna Fricke, Espinosa & Freixas                                  | 15 de outubro de 2014  | 3,17                   |
| A verdade sobre o acidente de Charlie surge, enquanto a enfermeira Jackson passa dos limites para manter a promessa que fez a ele. Jordi está no comando de sua vida, quando consegue a liberdade que quer.                                                            |    |                                                          |                           |                                                                         |                        |                        |
| 6 | 6  | "Ergo Ego"                                               | Jason Ensler              | Nagle, Jeannine Renshaw, Espinosa & Freixas                             | 05 de novembro de 2014 | 2,88                   |
| Jordi toma uma decisão após Leo abandonar Emma. Enquanto isso, Hunter, um novo paciente do hospital, deixa Kara fora do seu normal. Enfermeira Jackson faz de tudo para manter Charlie no Ocean Park e, por causa disso, se aproxima da Dra. Grace, a ex de McAndrews. |    |                                                          |                           |                                                                         |                        |                        |
| 7 | 7  | "Know Thyself"                                           | Griffin Dunne             | Rachel Shukert, Nagle, Espinosa & Freixas                               | 12 de novembro de 2014 | 2,83                   |
| Enfermeira Jackson recebe apoio de Kara, Hunter, Jordi e Dash quando suas ações prejudicam seu trabalho. Enquanto isso, Emma encontra amigos de Leo; e um paciente passa por algumas mudanças drásticas.                                                               |    |                                                          |                           |                                                                         |                        |                        |
| 8 | 8  | "Get Outta My Dreams, Get Into My Car"                   | -                         | Bill Krebs, Nagle, Espinosa & Freixas                                   | 19 de novembro de 2014 | 2,90                   |
| Um novo doutor chega em Ocean Park após ser recomendado por Jackson, mas ela começa a duvidar de sua decisão depois de observar seus métodos; Enquanto isso, Emma, Dash e Jordi vão em busca do presente ideal; E Kara descobre a verdade sobre Hunter.                |    |                                                          |                           |                                                                         |                        |                        |
| 9 | 9  | "How Did We Get Here?"                                   | -                         | Nagle, Espinosa & Freixas                                               | 26 de novembro de 2014 | 2,49                   |
| Uma estrela pop dá entrada no hospital e acaba com a paz do lugar. Enquanto isso, o amor está no ar, já que a relação de Kara e Hunter se intensifica, McAndrew tenta reacender a chama da paixão com Grace e Emma e Leo começam a se reconectar.                      |    |                                                          |                           |                                                                         |                        |                        |
| 10 | 10 | "What I Did For Love"                                    | -                         | Nagle, Espinosa & Freixas                                               | 03 de dezembro de 2014 | 3,03                   |
| Emma vai para casa e descobre um segredo. Enquanto isso, Jordi pensa em burlar a lei para ter o que quer. Já Leo e Kara colocam o pé na estrada e deixam o Ocean Park Hospital. Mais tarde, Hunter recebe a notícia que esperava.                                      |    |                                                          |                           |                                                                         |                        |                        |
| 11 | 11 | "The Guilted Age"                                        | Dan Lerner                | Robert Sudduth                                                          | 31 de janeiro de 2015  | 1,79                   |
| Um retorno inesperado de alguém acaba revelando uma traição. Kara fica sabendo que Hunter fez uma doação de órgão direta para ela, o que significa que se ele morrer ela receberá o seu coração. Os pais de Leo aparecem com uma surpresa.                             |    |                                                          |                           |                                                                         |                        |                        |
| 12 | 12 | "We'll Always Have Paris"                                | Robert Duncan McNeill     | -                                                                       | 7 de fevereiro de 2015 | 1,74                   |
| O grupo lida com a morte de Hunter, o que resulta em uma esperança para Kara. Um interesse amoroso de Dash que poderia custar-lhe a vida. Uma notícia chocante leva a uma esperança, Kara e Emma enfrentam seus problemas familiares.                                  |    |                                                          |                           |                                                                         |                        |                        |
| 13 | 13 | "Waiting for Superman"                                   | Jason Ensler              | -                                                                       | 7 de fevereiro de 2015 | 1,88                   |
| Kara se recupera da cirurgia bem sucedida enquanto tenta lidar com sua mãe. A vó de Jordi reaparece e Leo não consegue aceitar os últimos resultados de seus exames. Emma e seus pais tentam êxito na terapia de família e Charlie finalmente se recupera              |    |                                                          |                           |                                                                         |                        |                        |

## Recepção
Red Band Society recebeu críticas mistas dos críticos. No Rotten Tomatoes, o show detém uma classificação de 59%, baseado em 46 avaliações. Consenso do site diz: "Sua premissa pode ser questionável e seu tom light-hearted é ocasionalmente arrogante, mas Red Band Society sucede com a força de seus personagens jovens." No Metacritic, o show tem uma pontuação de 58 de 100, com base em 36 críticos, indicando "críticas mistas ou médias".

### Audiência
| Temporada | Dias                  | # Ep. | Estreia da temporada   | Estreia da temporada   | Final da temporada     | Final da temporada     | Data      |
| Temporada | Dias                  | # Ep. | Data                   | Audiência (em milhões) | Data                   | Audiência (em milhões) | Data      |
| --------- | --------------------- | ----- | ---------------------- | ---------------------- | ---------------------- | ---------------------- | --------- |
| 1         | Quarta-feira e Sábado | 13    | 17 de setembro de 2014 | 4,10                   | 7 de fevereiro de 2015 | 1,88                   | 2014-2015 |